# Max Everson
Maxwell Joseph "Max" Everson, född 22 februari 1993 i Edina, Minnesota, är en amerikansk före detta professionell ishockeyspelare (back).